# Віденські майстерні

Фірмова вивіска Віденських майстерень у Нью-Йорку

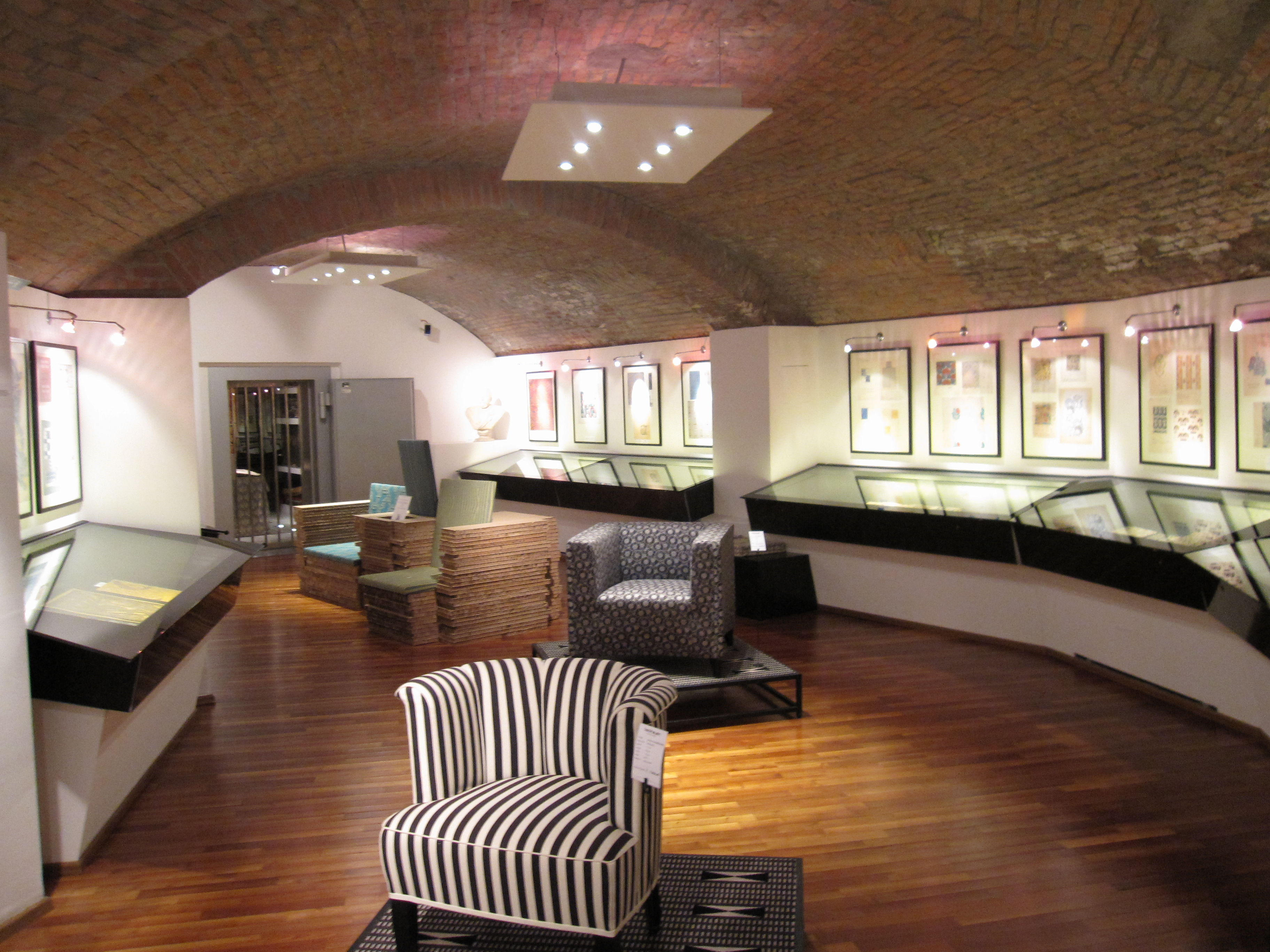
Музей Віденських майстерень. Відень

«Віденські майстерні» (нім. Wiener Werkstätte) — об'єднання архітекторів, художників, ремісників і комерсантів, засноване 1903 року у Відні художниками групи Віденська сецесія Йозефом Гофманом і Коломаном Мозером за участі заможного банкіра Фріца Верндорфера. Підприємство створювалося на корпоративних засадах за зразком британських організацій, насамперед Гільдії і Школи ремесел в Лондоні Чарлза Ешбі. 1905 року на вулиці Нойштіфтгассе обладнано ательє та торгові зали. Сформульована Гофманом і Мозером програма проголошувала тотожність понять мистецтва і ремесла. Основна мета об'єднання — «Заохочення і координація співробітництва промисловців, художників і торговців для успішного виробництва і збуту виробів художніх ремесел (Kunstgewerbe)». Слово «дизайн» у той час у Німеччині та Австрії не вживали. Організація мала власні проєктні та виробничі майстерні та мережу магазинів. Всі роботи були авторськими і виконувалися в єдиному примірнику.

## Діяльність
Майстерні виготовляли меблі, вироби з металу, тканини, світильники, посуд з кераміки і скла. Спочатку на кожному виробі ставили монограму майстра, але потім перейшли до загальної фірмової марки: WW (нім. Wiener Werkstätte). Діяльність майстерень була настільки успішною, що незабаром усі кращі австрійські товари вважали продукцією «Віденських майстерень», а простий конструктивний стиль, у якому їх виготовляли, називали «віденським сучасним стилем». Доволі швидко Віденські майстерні стали не тільки комерційним, а й громадським культурним центром, що об'єднав найпрогресивніших, молодих художників, письменників, музикантів. В одному з напівпідвалів вони облаштували Цех-Кабаре «Кажан» (Fledermaus), інтер'єри і меблі якого спроєктував Йозеф Гофман. Стіни оформили керамічними панно.
На першому етапі діяльності майстерень художники не відмовлялися від вигнутих ліній «удару бича» стилістики ар нуво, а також східних мотивів (китайських і японських), але поступово почав домінувати «квадратний стиль» Йозефа Гофмана, а також суворий колорит: переважно чорне з білим. У 1913 і 1925 роках вироби Віденських майстерень демонстрували в США, але там вони не мали успіху. Лише пізніше, в 1940–1950-х роках, багато віденських художників переїхали в Америку і там вони мали істотний вплив на формування «інтернаціонального стилю» — функціоналізму.
На 1905 рік у штаті Віденських майстерень було більше сотні робітників. Поряд з Віденською сецесією майстерні стали провідним мистецьким об'єднанням австрійської столиці. У 1905–1910 роках Віденські майстерні досягли свого апогею, який багато в чому визначали конструктивний стиль Гофмана і унікальне декоративне мистецтво Густава Клімта. Головним твором Віденських майстерень справедливо вважають оформлення інтер'єрів особняка Стокле в Брюсселі, Бельгія (архітектурний проєкт Й. Гофмана, 1905–1911). Використовуючи різноманіття поєднань площин, облицьованих мармуром, квадратів і прямих ліній, виступів і ритмічних «зсувів», архітектор створив виразний образ у стилі геометричної течії модерну. Інтер'єри та меблі, створені Густавом Клімтом і художниками Віденських майстерень, порівнюють із серією сценічних декорацій, калейдоскопом надзвичайних виглядів з однієї кімнати в іншу. Стіни й підлоги з білого, чорного і зеленого мармуру поєднуються з позолоченою бронзою і кольором натурального дерева. Для оформлення їдальні Клімт виконав фриз у складній техніці живопису, мозаїки та інкрустації. Будинок Стокле називають музеєм сецесіонізму. У створенні його інтер'єрів брали участь Коломан Мозер, Міхаель Повольни, Франц Мецнер, Ріхард Лукш, Єлена Маковська. Кожну деталь будинку, включно з прямокутною мармуровою ванною, оформлено мармуровими інкрустаціями й скульптурою. Особняк Стокле є об'єктом Всесвітньої спадщини ЮНЕСКО.
Діяльність майстерень висвітлювали журнали «Студія» і «Німецьке мистецтво й декорація». 1914 року майстерні взяли участь у спільній виставці німецьких й австрійських митців у Кельні, а 1925 року — в Міжнародній виставці декоративного мистецтва та художньої промисловості у Парижі. 1914 року Фріц Верндорфер емігрував до Америки. Від 1915 року майстерні очолював живописець і художник-кераміст Дагоберт Пехе, протягом 1917–1919 років він керував філією майстерень у Швейцарії, в Цюриху. Інші філії створено в Берліні (1921) і Нью-Йорку (1929). 1932 року з об'єднання пішов Гофман, того ж року через економічні труднощі Віденські майстерні зачинено. Але їх значення для подальшого розвитку архітектури й дизайну важко переоцінити.